# روث نيجا
روث نيجا (بالإنجليزية: Ruth Negga)‏ (و. 1982 – م) هي ممثلة من إثيوبيا. ولدت في أديس أبابا.

## التعليم
تعلمت في كلية الثالوث في دبلن.

## وصلات خارجية
- روث نيجا على موقع IMDb (الإنجليزية)
- روث نيجا على موقع ميتاكريتيك (الإنجليزية)
- روث نيجا على موقع روتن توميتوز (الإنجليزية)
- روث نيجا على موقع مونزينجر (الألمانية)
- روث نيجا على موقع ألو سيني (الفرنسية)
- روث نيجا على موقع تيرنر كلاسيك موفيز (الإنجليزية)
- روث نيجا على موقع أول موفي (الإنجليزية)
- روث نيجا على موقع قاعدة بيانات برودواي على الإنترنت (الإنجليزية)
- روث نيجا على موقع قاعدة بيانات الفيلم (الإنجليزية)
- روث نيجا على موقع كينوبويسك (الروسية)

روث نيجا في قاعدة بيانات الأفلام على الإنترنت